# 謝晋
謝 晋（しゃしん、シエ・チン、1923年11月21日 - 2008年10月18日）は、中華人民共和国浙江省紹興市出身の映画監督。
文化大革命前から人気のあった映画監督。中国の映画監督の中では第3世代に世代分けされる。

## 略歴
1957年に撮った『女籃五号』により人気が出る。文化大革命を描いた『芙蓉鎮』が代表作。
2008年10月18日朝、出身中学の式典に出るため前日より宿泊していたホテルの部屋で倒れているところを、ホテル従業員により発見される。既に心肺停止状態であった。

## 主な作品

### 監督
- 女子バスケット5号（女籃五号）（1957年）
- 紅色娘子軍（紅色娘子軍）（1961年）
- 三人の李さん（大李、小李和老李）（1962年）
- 舞台の姉妹（舞台姐妹）（1964年）
- （春苗）（1975年）
- （青春）（1977年）
- （阿！揺籃）（1979年）
- 天雲山物語（天雲山伝奇）（1980年）
- 牧馬人（牧馬人）（1981年）
- 炎の女・秋瑾（秋瑾）（1983年）
- 戦場に捧げる花（高山下的花環）（1985年）
- 芙蓉鎮（芙蓉鎮）（1986年）
- 最後の貴族（最後的貴族）（1989年）
- 乳泉村の子（清涼寺的鐘声）（1991年）
- 犬と女と刑老人（老人和狗）（1993年）
- （大上海屋檐下）（1994年）
- （女児谷）（1996年）
- 阿片戦争（鴉片戦争）（1997年）
- 栄光のフォワードNo.9 女子サッカーに捧げる（女足九号）（2001年）